# Віер (Техас)
Віер (англ. Weir) — місто (англ. city) в США, в окрузі Вільямсон штату Техас. Населення — 699 осіб (2020).

## Географія
Віер розташований за координатами 30°40′41″ пн. ш. 97°35′24″ зх. д. / 30.67806° пн. ш. 97.59000° зх. д. (30.678118, -97.590101). За даними Бюро перепису населення США у 2010 році місто мало площу 4,16 км², з яких 4,09 км² — суходіл та 0,07 км² — водойми.

## Демографія
Згідно з переписом 2010 року, у місті мешкало 450 осіб у 158 домогосподарствах у складі 120 родин. Густота населення становила 108 осіб/км². Було 182 помешкання (44/км²).
Расовий склад населення:
| - 89,6 % — білих - 1,1 % — корінних американців - 0,4 % — чорних або афроамериканців - 0,4 % — азіатів - 5,8 % — осіб інших рас |

До двох чи більше рас належало 2,7 %. Частка іспаномовних становила 31,1 % від усіх жителів.
За віковим діапазоном населення розподілялося таким чином: 30,0 % — особи молодші 18 років, 57,8 % — особи у віці 18—64 років, 12,2 % — особи у віці 65 років та старші. Медіана віку мешканця становила 35,5 року. На 100 осіб жіночої статі у місті припадало 109,3 чоловіка; на 100 жінок у віці від 18 років та старших — 112,8 чоловіка також старших 18 років.
Середній дохід на одне домашнє господарство становив 65 149 доларів США (медіана — 65 000), а середній дохід на одну сім'ю — 71 343 долари (медіана — 70 662). За межею бідності перебувало 20,3 % осіб, у тому числі 36,1 % дітей у віці до 18 років та 6,1 % осіб у віці 65 років та старших.
Цивільне працевлаштоване населення становило 253 особи. Основні галузі зайнятості: освіта, охорона здоров'я та соціальна допомога — 24,5 %, будівництво — 20,6 %, роздрібна торгівля — 17,0 %.